# Fizionomii (Star Trek: Voyager)
„Fizionomii” (titlu original: „Faces”) este al 14-lea episod din primul sezon al serialului TV american SF Star Trek: Voyager. A avut premiera la 8 mai 1995 pe canalul UPN.

## Prezentare
B'Elanna Torres este împărțită în două de către Vidiiani: în omul din ea și jumătatea sa Klingoniană.

## Rezumat
Membrii echipajului Tom Paris, B'Elanna Torres și Peter Durst au dispărut într-o misiune. Au fost capturați de vidiieni. Chirurgul șef vidiian Sulan a efectuat o procedură medicală asupra lui Torres, schimbând-o dintr-un hibrid pe jumătate uman, pe jumătate Klingonian în două corpuri (un Klingonian întreg și un om întreg). El o infectează pe Klingoniana Torres cu Autofagie, o boală mortală care îi afectează specia, dar față de care Klingonienii au o imunitate naturală, astfel încât să poată studia genele ei. Comandantul Chakotay, șeful de securitate Tuvok și aspirantul Harry Kim formează un grup de căutare, dar sunt descoperiți de vidiieni și se teleportează înapoi pe USS Voyager. Sulan o examinează pe Klingoniana Torres în timp ce experimentează durerea provocată de boală. Klingoniana Torres își exprimă mândria față de identitatea sa klingoniană, deși își amintește că și-a ascuns moștenirea klingoniană în copilărie. Dându-și seama de atracția pe care i-o provoacă lui Sulan, ea încearcă să-l seducă pe omul de știință și să scape, dar dorința lui de a găsi un remediu îi învinge pofta. Versiunea umană a lui Torres este ținută închisă împreună cu Paris și Durst. Umana Torres este arătată ca fiind mai slabă și mai timidă decât omologul ei klingonian și este considerată prea bolnavă pentru a lucra în mine. Lucrează în secret la o consolă de securitate din cazarme în încercarea de a contacta Voyager, dar este prinsă.
Între timp, Sulan îl ucide pe Durst și își grefează fața pe a lui pentru a părea mai atrăgător pentru klingoniana Torres. Aceasta evadează din laboratorul lui Sulan și își salvează versiunea umană. După ce s-au certat despre slăbiciunile lor și expulzarea din trecut de la Academia Flotei Stelare, cele două jumătăți au un plan. Umana Torres sugerează oprirea scuturilor complexului, astfel încât Voyager să-i poată teleporta pe navă, în timp ce klingoniana Torres se ocupă de paznici. Chakotay, deghizat în paznic vidiian cu ajutorul doctorului, pătrunde în unitate în același timp, Torres dezactivează scuturile. Klingoniana  Torres se sacrifică pentru a proteja restul membrilor echipajului de Sulan. Teleportată înapoi pe Voyager, klingoniana Torres refuză ajutorul medical pentru a muri de o moarte onorabilă. Doctorul explică faptul că umana Torres nu ar supraviețui fără jumătatea ei klingoniană și o reface la forma ei originală reintegrând ADN-ul klingonian. Umana Torres recunoaște că se simte incompletă fără jumătatea ei klingoniană. După ce a fost restaurată, își dă seama că își va petrece restul vieții cu conflictul ei interior.

## Actori ocazionali
- Rob LaBelle - prizonier Talaxian
- Brian Markinson - Peter Durst / Sulan
- Barton Tinapp - paznic Vidiian
- Joy Kilpatrick - dublura Roxann-ei Dawson